# Oderljunga församling
Oderljunga församling var en församling i Lunds stift och i Perstorps kommun. Församlingen uppgick 1971 i Perstorps församling.

## Administrativ historik
Församlingen har medeltida ursprung.
Församlingen var till 1971 i pastorat med Perstorps församling, till 1949 som moderförsamling, därefter som annexförsamling. Församlingen uppgick 1971 i Perstorps församling.

## Kyrkobyggnader
- Oderljunga kyrka